# Peltophryne cataulaciceps
Peltophryne cataulaciceps är en groddjursart som först beskrevs av Schwartz 1959.  Peltophryne cataulaciceps ingår i släktet Peltophryne och familjen paddor. IUCN kategoriserar arten globalt som starkt hotad. Inga underarter finns listade i Catalogue of Life.